# Matěj Šín
Matěj Šín (* 2. června 2004 Ostrava) je český profesionální fotbalista, který hraje na pozici ofensivního záložníka za český klub FC Baník Ostrava a za český národní tým.

## Klubová kariéra
Šín začal hrát fotbal v klubu FK SK Polanka nad Odrou. V devíti letech přešel do akademie Vítkovic a v roce 2014 zamířil do ostravského Baníku.
Dne 12. února 2022 si odbyl svůj debut v A-týmu, když nastoupil na závěrečné minuty ligového utkání proti Teplicím. Do konce sezóny 2021/22 nastoupil Šín ještě do dalších 4 prvoligových zápasů, v nichž se ale střelecky neprosadil.
Šínovi byla v červnu 2022 diagnostikována rakovina. Po úspěšném operačním zákroku a následné léčbě se Šín postupně vrátil zpět do plné zátěže a v říjnu začal opět trénovat.
Na hřiště se vrátil až v lednu 2023 v zápase proti Zlínu. 18. února pak vstřelil svou první branku v dresu Baníku, a to při ligové prohře 2:1 na půdě Zbrojovky Brno. Ke konci sezóny 2022/23 se stal stabilním členem základní sestavy trenéra Pavla Hapala a odměnou mu byla nová smlouva do roku 2025.
V podzimní části následující sezóny nastoupil Šín do všech ligových zápasů, vstřelil dvě branky a přidal jednu asistenci. O své místo v základní sestavě Baníku nepřišel ani po zimní přestávce, dohromady v sezoně 2023/24 nastoupil do 36 soutěžních utkání. V dubnu 2024 prodloužil smlouvu o tři roky do června 2027.
V sezoně 2024/25 se Šín stal klíčovým hráčem Baníku. 1. září dvěma brankami zajistil ostravskému klubu bod za remízu 2:2 se Sigmou Olomouc. Jeho forma mu v listopadu vynesla premiérovou pozvánku do české reprezentace. V prosincovém ligovém utkání proti Hradci Králové vedl Šín poprvé Baník Ostrava jako kapitán a dovedl tým k vítězství 1:0. O týden později si z ligového utkání se Slováckem (výhra 3:1) odnesl zlomeninu záprstní kůstky a podzimní část sezony pro něj předčasně skončila.

## Reprezentační kariéra
Šín od roku 2019 reprezentoval Česko na mládežnických úrovních. V listopadu 2023 byl poprvé nominován do reprezentačního týmu do 21 let. V listopadu 2024 byl premiérově nominován do seniorské reprezentace.

## Osobní život
Šínovi byla v červnu 2022 diagnostikována rakovina. Po úspěšném operačním zákroku a následné léčbě se Šín postupně vrátil zpět do plné zátěže a v říjnu začal opět trénovat.